# Claës Skoglund
Claes (Claës) Gösta Skoglund, född 28 februari 1916 i Borås församling i Älvsborgs län, död 26 februari 2008 i Maria Magdalena församling i Stockholm, var en svensk militär (generalmajor).

## Biografi
Skoglund var son till kapten Laur Skoglund och Signe Odqvist. Han tog 1937 officersexamen och blev fänrik vid Älvsborgs regemente. Han blev kapten vid Generalstaben 1948, var lärare vid Militärhögskolan 1949–1951 och 1953–1955, befordrades till major 1954, till överstelöjtnant 1958 och blev samma år lärare vid Försvarshögskolan. 1961 blev han överste vid Generalstaben och chef för en enhet vid Försvarsstabens operationsledning. 1963 blev han regementschef vid Bohusläns regemente (I 17) och 1966 stabschef för Västra milostaben. 1968 befordrades han till generalmajor och blev chef för Försvarshögskolan. 1972–1978 var han militärbefälhavare för Västra militärområdet, dock var han 1974–1977 tjänstledig för att vara sakkunnig i Försvarsdepartementet. 1978 övergick han till reserven.
Skoglund var också militär medarbetare i Svenska Dagbladet 1949–1964 och skrev flera skrifter med försvarsankytning, både debattskrifter och skrifter med historiskt innehåll. Han invaldes 1955 som ledamot av Krigsvetenskapsakademien.
Under sin tid som regementschef på Bohusläns regemente blev han kritiserad av JO.[källa behövs] Vid en genomgång i fält med en trupp hade han kommenderat "på knä" och denna ställning ansåg JO vara olämplig. Någon inverkan på manskapets syn på Skoglund hade inte denna reprimand och han förblev populär. Han hade den då ovanliga förmågan att ofta ställa sig på rekryternas sida vid klagomål efter att ha undersökt saken. Det vanliga var annars att automatiskt ställa sig på militärledningens sida utan att reflektera. När de värnpliktiga vid ett möte med regementsnämnden klagade på maten höll han spontant med om att den var osmaklig och borde ha minst samma standard som på restaurangerna i Uddevalla. Han hade innan detta ibland dykt upp i manskapets matsal för att kolla och kunde därför ta ställning genom erfarenheten där och inte genom maten på officersmässen. Sitt smeknamn "Överste Knäfall" tog han med godan ro och tyckte snarare om att han på detta sätt blev rikskänd. Han var intresserad av försvarsfrågor långt efter sin pensionering och sågs ibland på läktaren i riksdagen när detta debatterades.

## Utmärkelser
- Kommendör av första klass av Svärdsorden, 6 juni 1967.[4]

## Militär karriär
- 1937 – Fänrik vid Älvsborgs regemente, Borås
- 1945 – Kapten
- 1954 – Major
- 1958 – Överstelöjtnant
- 1961 – Överste
- 1968 – Generalmajor

## Befattningar
- 1940 – Arméadjutant vid Västkustens marindistrikt (BAV) och Älvsborgs fästning (KÄF)
- 1941 – Bataljonsadjutant vid första beredskapsbataljonen vid fältregementet Älvsborgs regemente (I 45)
- 1948 – Kapten vid Generalstabskåren
- 1951 – Kompanichef vid Älvsborgs regemente (I 15)
- 1953 – Kapten vid Generalstabskåren samt taktiklärare vid Krigshögskolan (KHS)
- 1958 – Förste lärare vid Försvarshögskolan (FHS)
- 1960 – Bataljonschef vid befälsutbildningsbataljonen vid Älvsborgs regemente samt krigsplacerad som chef för 9. pansarbrigaden (PB 9)
- 1961 – Överste vid Generalstabskåren samt chef för OpL 3 (krigsberedskap) vid Försvarsstaben (Fst)
- 1963 – Regementschef för Bohusläns regemente (I 17)
- 1966 – Stabschef vid Västra militärområdet (Milo V)
- 1968 – Chef för Försvarshögskolan (FHS)
- 1972 – Militärbefälhavare för Västra militärområdet (Milo V)
- 1974 – Sakkunnig vid Försvarsdepartementet
- 1978 – Militärbefälhavare för Västra militärområdet (Milo V)